# Канадско-эфиопские отношения
Канадско-эфиопские отношения — двусторонние дипломатические отношения между Канадой и Эфиопией.

## История
C 1998 по 2000 год Эфиопия была в состоянии войны с Эритреей, после окончания конфликта в 2001 году Канада направила 450 миротворцев в составе сил ООН. Канада является третьей страной по объему оказанной помощи для Эфиопии. Помощь Канады сосредоточена в сфере обеспечения населения продовольствием, развитии сельскохозяйственного производства и организации устойчивого экономического роста. В 2011—2012 годах Канада организовала поставку гуманитарной помощи в Эфиопию на сумму 207,64 млн долларов США.

## Торговля
Товарооборот между странами достаточно скромный, но с потенциалом роста в краткосрочной перспективе. В 2013 году объем товарооборота составил сумму 39,2 млн долларов США (21,3 млн долларов США канадский экспорт в Эфиопию и 17,9 млн долларов США импорт из Эфиопии в Канаду). В 2012 году товарооборот между странами резко вырос в связи с продажей Канадой самолётов Bombardier для Ethiopian Airlines. Bombardier также создал региональный центр технического обслуживания для самолетов этой марки в Аддис-Абебе. Импорт Канады из Эфиопии: сельскохозяйственно-пищевые продукты, кофе, специи и масличные культуры.